# Mark Woodforde
Mark Raymond Woodforde (Adelaide, 1965. szeptember 23. –) ausztrál hivatásos teniszező, olimpiai bajnok. 1984-ben lett profi játékos. Leginkább párosban, Todd Woodbridge-dzsel az oldalán ért el sikereket. Hatvanhét versenyt nyert meg ebben a számban, ebből tizenkettőt Grand Slam-tornákon, aminek köszönhetően az open era egyik legsikeresebb páros játékosának vallhatja magát. Hatszor diadalmaskodott Wimbledonban, háromszor a US Openen, kétszer az Australian Openen, s egyszer a Roland Garroson. Vegyes párosban további öt címet szerzett, kettőt az Australian Openen, egyet-egyet a Roland Garroson, Wimbledonban és a US Openen. Mindemellett Woodbridge-dzsel megnyerte az 1996-os atlantai olimpiát, amiért 1997 januárjában mindkettejüket ausztrál érdemrenddel tüntették ki. A páros világranglistán 1992 novemberében lett először világelső.
Egyéniben négy tornán szerezte meg a végső győzelmet, legelőkelőbb ranglistahelyezése a tizenkilencedik volt, amelyet 1996 áprilisában ért el. Legjobb Grand Slam-teljesítményét az 1996-os Australian Openen nyújtotta, ahol a későbbi győztes Boris Becker állította meg az elődöntőben.
2010-ben beválasztották az International Tennis Hall of Fame (Teniszhírességek Csarnoka) tagjai közé.

## Magánélete
1995. szeptember 15-én házasodott meg, felesége Erin. A kaliforniai Rancho Mirage-ban élnek.

## Grand Slam-döntői

### Páros

#### Győzelmei (12)
|     | Év   | Bajnokság       | Borítás | Partner         | Ellenfelek a döntőben           | Eredmény a döntőben      |
| --- | ---- | --------------- | ------- | --------------- | ------------------------------- | ------------------------ |
| 1.  | 1989 | US Open         | Kemény  | John McEnroe    | Ken Flach Robert Seguso         | 6–4, 4–6, 6–3, 6–3       |
| 2.  | 1992 | Australian Open | Kemény  | Todd Woodbridge | Kelly Jones Rick Leach          | 6–4, 6–3, 6–4            |
| 3.  | 1993 | Wimbledon       | Fű      | Todd Woodbridge | Grant Connell Patrick Galbraith | 7–5, 6–3, 7–6(4)         |
| 4.  | 1994 | Wimbledon       | Fű      | Todd Woodbridge | Grant Connell Patrick Galbraith | 7–6(3), 6–3, 6–1         |
| 5.  | 1995 | Wimbledon       | Fű      | Todd Woodbridge | Rick Leach Scott Melville       | 7–5, 7–6(8), 7–6(5)      |
| 6.  | 1995 | US Open         | Kemény  | Todd Woodbridge | Alex O’Brien Sandon Stolle      | 6–3, 6–3                 |
| 7.  | 1996 | Wimbledon       | Fű      | Todd Woodbridge | Byron Black Grant Connell       | 4–6, 6–1, 6–3, 6–2       |
| 8.  | 1996 | US Open         | Kemény  | Todd Woodbridge | Jacco Eltingh Paul Haarhuis     | 4–6, 7–6(5), 7–6(2)      |
| 9.  | 1997 | Australian Open | Kemény  | Todd Woodbridge | Sébastien Lareau Alex O’Brien   | 4–6, 7–5, 7–5, 6–3       |
| 10. | 1997 | Wimbledon       | Fű      | Todd Woodbridge | Jacco Eltingh Paul Haarhuis     | 7–6(4), 7–6(7), 5–7, 6–3 |
| 11. | 2000 | Roland Garros   | Salak   | Todd Woodbridge | Paul Haarhuis Sandon Stolle     | 7–6(7), 6–4              |
| 12. | 2000 | Wimbledon       | Fű      | Todd Woodbridge | Paul Haarhuis Sandon Stolle     | 6–3, 6–4, 6–1            |

#### Elveszített döntői (4)
|    | Év   | Bajnokság       | Borítás | Partner         | Ellenfelek a döntőben              | Eredmény a döntőben         |
| -- | ---- | --------------- | ------- | --------------- | ---------------------------------- | --------------------------- |
| 1. | 1994 | US Open         | Kemény  | Todd Woodbridge | Jacco Eltingh Paul Haarhuis        | 3–6, 6–7(1)                 |
| 2. | 1997 | Roland Garros   | Salak   | Todd Woodbridge | Jevgenyij Kafelnyikov Daniel Vacek | 6–7(12), 6–4, 3–6           |
| 3. | 1998 | Australian Open | Kemény  | Todd Woodbridge | Jonas Björkman Jacco Eltingh       | 2–6, 7–5, 6–2, 4–6, 3–6     |
| 4. | 1998 | Wimbledon       | Fű      | Todd Woodbridge | Jacco Eltingh Paul Haarhuis        | 6–2, 4–6, 6–7(3), 7–5, 8–10 |

### Vegyes páros

#### Győzelmei (5)
|    | Év   | Bajnokság       | Borítás | Partner             | Ellenfelek a döntőben                   | Eredmény a döntőben |
| -- | ---- | --------------- | ------- | ------------------- | --------------------------------------- | ------------------- |
| 1. | 1992 | Australian Open | Kemény  | Nicole Provis       | Arantxa Sánchez Vicario Todd Woodbridge | 6–3, 4–6, 11–9      |
| 2. | 1992 | US Open         | Kemény  | Nicole Provis       | Helena Suková Tom Nijssen               | 4–6, 6–3, 6–3       |
| 3. | 1993 | Wimbledon       | Fű      | Martina Navratilova | Manon Bollegraf Tom Nijssen             | 6–3, 6–4            |
| 4. | 1995 | Roland Garros   | Salak   | Larisa Neiland      | Jill Hetherington John-Laffnie de Jager | 7–6(8), 7–6(4)      |
| 5. | 1996 | Australian Open | Kemény  | Larisa Neiland      | Nicole Arendt Luke Jensen               | 4–6, 7–5, 6–0       |

#### Elveszített döntői (2)
|    | Év   | Bajnokság | Borítás | Partner             | Ellenfelek a döntőben         | Eredmény a döntőben |
| -- | ---- | --------- | ------- | ------------------- | ----------------------------- | ------------------- |
| 1. | 1993 | US Open   | Kemény  | Martina Navratilova | Helena Suková Todd Woodbridge | 3–6, 6–7(6)         |
| 2. | 1996 | Wimbledon | Fű      | Larisa Neiland      | Helena Suková Cyril Suk       | 6–1, 3–6, 2–6       |

## ATP-döntői

### Egyéni

#### Győzelmei (4)
| Összesítés                                            | Összesítés |
| ----------------------------------------------------- | ---------- |
| Grand Slam-torna                                      | (0)        |
| ATP World Tour Masters 1000 / ATP Masters Series      | (0)        |
| ATP World Tour 500 Series / International Series Gold | (1)        |
| ATP World Tour 250 Series / International Series      | (3)        |
| ATP World Tour Finals / Tennis Masters Cup            | (0)        |

|    | Dátum             | Torna                             | Borítás     | Ellenfél a döntőben | Eredmény a döntőben |
| 1. | 1986. január 12.  | Benson and Hedges Open, Auckland  | Kemény      | Bud Schultz         | 6–4, 6–3, 3–6, 6–4  |
| 2. | 1988. január 3.   | South Australian Open, Adelaide   | Kemény      | Wally Masur         | 6–2, 6–4            |
| 3. | 1989. január 8.   | South Australian Open, Adelaide   | Kemény      | Patrik Kühnen       | 7–5, 1–6, 7–5       |
| 4. | 1993. február 21. | Comcast U.S. Indoor, Philadelphia | Szőnyeg (f) | Ivan Lendl          | 5–4 feladta         |

#### Elveszített döntői (5)
|    | Dátum              | Torna                         | Borítás     | Ellenfél a döntőben | Eredmény a döntőben |
| 1. | 1989. október 9.   | Queensland Open, Brisbane     | Kemény      | Nicklas Kroon       | 6–4, 2–6, 4–6       |
| 2. | 1992. augusztus 9. | Los Angeles Open, Los Angeles | Kemény      | Richard Krajicek    | 4–6, 6–2, 4–6       |
| 3. | 1992. november 15. | ECC Antwerp, Antwerpen        | Szőnyeg (f) | Richard Krajicek    | 2–6, 2–6            |
| 4. | 1994. augusztus 7. | Los Angeles Open, Los Angeles | Kemény      | Boris Becker        | 2–6, 2–6            |
| 5. | 1998. október 18.  | Singapore Open, Szingapúr     | Szőnyeg (f) | Marcelo Ríos        | 4–6, 2–6            |

### Páros

#### Győzelmei (67)
| Összesítés                                            | Összesítés |
| ----------------------------------------------------- | ---------- |
| Grand Slam-torna                                      | (12)       |
| ATP World Tour Masters 1000 / ATP Masters Series      | (14)       |
| ATP World Tour 500 Series / International Series Gold | (11)       |
| ATP World Tour 250 Series / International Series      | (27)       |
| ATP World Tour Finals / Tennis Masters Cup            | (2)        |
| Olimpiai aranyérem                                    | (1)        |

|     | Dátum                | Torna                                                  | Borítás     | Partner         | Ellenfelek a döntőben              | Eredmény a döntőben        |
| 1.  | 1988. szeptember 25. | Los Angeles Open, Los Angeles                          | Kemény      | John McEnroe    | Peter Doohan Jim Grabb             | 6–4, 6–4                   |
| 2.  | 1988. október 2.     | Volvo San Francisco, San Francisco                     | Szőnyeg (f) | John McEnroe    | Scott Davis Tim Wilkison           | 6–4, 7–6                   |
| 3.  | 1989. április 30.    | Monte Carlo Open, Monte-Carlo                          | Salak       | Tomáš Šmíd      | Paolo Canè Diego Nargiso           | 1–6, 6–4, 6–2              |
| 4.  | 1989. szeptember 10. | US Open, New York                                      | Kemény      | John McEnroe    | Ken Flach Robert Seguso            | 6–4, 4–6, 6–3, 6–3         |
| 5.  | 1991. február 18.    | Donnay Indoor Championships, Brüsszel                  | Szőnyeg (f) | Todd Woodbridge | Libor Pimek Michiel Schapers       | 6–3, 6–0                   |
| 6.  | 1991. március 11.    | Copenhagen Open, Koppenhága                            | Szőnyeg (f) | Todd Woodbridge | Mansour Bahrami Andrej Olhovszkij  | 6–3, 6–1                   |
| 7.  | 1991. június 17.     | Queen’s Club Championships, London                     | Fű          | Todd Woodbridge | Grant Connell Glenn Michibata      | 6–4, 7–6                   |
| 8.  | 1991. szeptember 30. | Queensland Open, Brisbane                              | Kemény (f)  | Todd Woodbridge | John Fitzgerald Glenn Michibata    | 7–6, 6–3                   |
| 9.  | 1992. január 27.     | Australian Open, Melbourne                             | Kemény      | Todd Woodbridge | Kelly Jones Rick Leach             | 6–4, 6–3, 6–4              |
| 10. | 1992. február 17.    | Federal Express International, Memphis                 | Kemény (f)  | Todd Woodbridge | Kevin Curren Gary Muller           | 7–5, 4–6, 7–6              |
| 11. | 1992. február 24.    | U.S. Pro Indoor, Philadelphia                          | Szőnyeg (f) | Todd Woodbridge | Jim Grabb Richey Reneberg          | 6–4, 7–6                   |
| 12. | 1992. április 6.     | Singapore Open, Szingapúr                              | Kemény      | Todd Woodbridge | Grant Connell Glenn Michibata      | 6–7, 6–2, 6–4              |
| 13. | 1992. augusztus 17.  | Thriftway ATP Championships, Cincinnati                | Kemény      | Todd Woodbridge | Patrick McEnroe Jonathan Stark     | 6–3, 1–6, 6–3              |
| 14. | 1992. október 19.    | Tokyo Indoor, Tokió                                    | Kemény (f)  | Todd Woodbridge | Jim Grabb Richey Reneberg          | 7–6, 6–4                   |
| 15. | 1992. november 2.    | Stockholm Open, Stockholm                              | Szőnyeg (f) | Todd Woodbridge | Steve DeVries David Macpherson     | 6–3, 6–4                   |
| 16. | 1992. november 29.   | Tennis Masters Cup, Johannesburg                       | Kemény      | Todd Woodbridge | John Fitzgerald Anders Järryd      | 6–2, 7–6(4), 5–7, 3–6, 6–3 |
| 17. | 1993. január 11.     | Australian Men’s Hardcourt Championships, Adelaide     | Kemény      | Todd Woodbridge | John Fitzgerald Laurie Warder      | 6–4, 7–5                   |
| 18. | 1993. február 15.    | Kroger St. Jude International, Memphis                 | Kemény (f)  | Todd Woodbridge | Jacco Eltingh Paul Haarhuis        | 7–5, 6–2                   |
| 19. | 1993. június 14.     | Queen’s Club Championships, London                     | Fű          | Todd Woodbridge | Neil Broad Gary Muller             | 6–7, 6–3, 6–4              |
| 20. | 1993. július 5.      | Wimbledon, London                                      | Fű          | Todd Woodbridge | Grant Connell Patrick Galbraith    | 7–5, 6–3, 7–6(4)           |
| 21. | 1993. november 1.    | Stockholm Open, Stockholm                              | Szőnyeg (f) | Todd Woodbridge | Gary Muller Danie Visser           | 6–1, 3–6, 6–2              |
| 22. | 1994. február 7.     | Dubai Tennis Championships, Dubaj                      | Kemény      | Todd Woodbridge | Darren Cahill John Fitzgerald      | 6–7, 6–4, 6–2              |
| 23. | 1994. április 17.    | Nice Open, Nizza                                       | Salak       | Javier Sánchez  | Hendrik Jan Davids Piet Norval     | 7–5, 6–3                   |
| 24. | 1994. május 9.       | U.S. Men’s Clay Court Championships, Pinehurst         | Salak       | Todd Woodbridge | Jared Palmer Richey Reneberg       | 6–2, 3–6, 6–3              |
| 25. | 1994. augusztus 7.   | Los Angeles Open, Los Angeles                          | Kemény      | John Fitzgerald | Scott Davis Brian MacPhie          | 4–6, 6–2, 6–0              |
| 26. | 1994. július 4.      | Wimbledon, London                                      | Fű          | Todd Woodbridge | Grant Connell Patrick Galbraith    | 7–6(3), 6–3, 6–1           |
| 27. | 1994. augusztus 22.  | RCA Championships, Indianapolis                        | Kemény      | Todd Woodbridge | Jim Grabb Richey Reneberg          | 6–3, 6–4                   |
| 28. | 1994. október 31.    | Stockholm Open, Stockholm                              | Szőnyeg (f) | Todd Woodbridge | Jan Apell Jonas Björkman           | 6–3, 6–4                   |
| 29. | 1995. január 16.     | Peters International, Sydney                           | Kemény      | Todd Woodbridge | Trevor Kronemann David Macpherson  | 7–6, 6–4                   |
| 30. | 1995. március 27.    | Lipton Championships, Miami                            | Kemény      | Todd Woodbridge | Jim Grabb Patrick McEnroe          | 6–3, 7–6                   |
| 31. | 1995. május 15.      | U.S. Men’s Clay Court Championships, Pinehurst         | Salak       | Todd Woodbridge | Alex O’Brien Sandon Stolle         | 6–2, 6–4                   |
| 32. | 1995. május 22.      | International Tennis Championships, Coral Springs      | Salak       | Todd Woodbridge | Sergio Casal Emilio Sánchez        | 6–3, 6–1                   |
| 33. | 1995. július 10.     | Wimbledon, London                                      | Fű          | Todd Woodbridge | Rick Leach Scott Melville          | 7–5, 7–6(8), 7–6(5)        |
| 34. | 1995. augusztus 14.  | Thriftway ATP Championships, Cincinnati                | Kemény      | Todd Woodbridge | Mark Knowles Daniel Nestor         | 6–2, 3–0 feladták          |
| 35. | 1995. szeptember 11. | US Open, New York                                      | Kemény      | Todd Woodbridge | Alex O’Brien Sandon Stolle         | 6–3, 6–3                   |
| 36. | 1996. január 8.      | Australian Men’s Hardcourt Championships, Adelaide     | Kemény      | Todd Woodbridge | Jonas Björkman Tommy Ho            | 7–5, 7–6                   |
| 37. | 1996. március 4.     | Comcast U.S. Indoor, Philadelphia                      | Szőnyeg (f) | Todd Woodbridge | Byron Black Grant Connell          | 7–6, 6–2                   |
| 38. | 1996. március 18.    | Newsweek Champions Cup, Indian Wells                   | Kemény      | Todd Woodbridge | Brian MacPhie Michael Tebbutt      | 1–6, 6–2, 6–2              |
| 39. | 1996. április 1.     | Lipton Championships, Miami                            | Kemény      | Todd Woodbridge | Ellis Ferreira Patrick Galbraith   | 6–1, 6–3                   |
| 40. | 1996. április 22.    | Japan Open Tennis Championships, Tokió                 | Kemény      | Todd Woodbridge | Mark Knowles Rick Leach            | 6–2, 6–3                   |
| 41. | 1996. május 20.      | America’s Red Clay Court Championships, Coral Springs  | Salak       | Todd Woodbridge | Ivan Baron Brett Hansen-Dent       | 6–3, 6–3                   |
| 42. | 1996. június 17.     | Queen’s Club Championships, London                     | Fű          | Todd Woodbridge | Sébastien Lareau Alex O’Brien      | 6–3, 7–6                   |
| 43. | 1996. július 8.      | Wimbledon, London                                      | Fű          | Todd Woodbridge | Byron Black Grant Connell          | 4–6, 6–1, 6–3, 6–2         |
| 44. | 1996. július 29.     | Nyári Olimpiai Játékok, Atlanta                        | Kemény      | Todd Woodbridge | Neil Broad Tim Henman              | 6–4, 6–4, 6–2              |
| 45. | 1996. szeptember 9.  | US Open, New York                                      | Kemény      | Todd Woodbridge | Jacco Eltingh Paul Haarhuis        | 4–6, 7–6(5), 7–6(2)        |
| 46. | 1996. október 7.     | Singapore Open, Szingapúr                              | Szőnyeg (f) | Todd Woodbridge | Martin Damm Andrej Olhovszkij      | 7–6, 7–6                   |
| 47. | 1996. november 17.   | Tennis Masters Cup, Hartford                           | Szőnyeg (f) | Todd Woodbridge | Sébastien Lareau Alex O’Brien      | 6–4, 5–7, 6–2, 7–6(3)      |
| 48. | 1997. január 27.     | Australian Open, Melbourne                             | Kemény      | Todd Woodbridge | Sébastien Lareau Alex O’Brien      | 4–6, 7–5, 7–5, 6–3         |
| 49. | 1997. március 31.    | Lipton Championships, Miami                            | Kemény      | Todd Woodbridge | Mark Knowles Daniel Nestor         | 7–6, 7–6                   |
| 50. | 1997. július 7.      | Wimbledon, London                                      | Fű          | Todd Woodbridge | Jacco Eltingh Paul Haarhuis        | 7–6(4), 7–6(7), 5–7, 6–3   |
| 51. | 1997. augusztus 11.  | Great American Insurance ATP Championships, Cincinnati | Kemény      | Todd Woodbridge | Mark Philippoussis Patrick Rafter  | 7–6, 4–6, 6–4              |
| 52. | 1997. október 27.    | Eurocard Open, Stuttgart                               | Szőnyeg (f) | Todd Woodbridge | Rick Leach Jonathan Stark          | 6–3, 6–3                   |
| 53. | 1998. január 19.     | Sydney International, Sydney                           | Kemény      | Todd Woodbridge | Jacco Eltingh Daniel Nestor        | 6–3, 7–5                   |
| 54. | 1998. február 16.    | Sybase Open, San José                                  | Kemény (f)  | Todd Woodbridge | Nelson Aerts André Sá              | 6–1, 7–5                   |
| 55. | 1998. február 23.    | Kroger St. Jude International, Memphis                 | Kemény (f)  | Todd Woodbridge | Ellis Ferreira David Roditi        | 6–3, 6–4                   |
| 56. | 1998. május 4.       | BMW Open, München                                      | Salak       | Todd Woodbridge | Joshua Eagle Andrew Florent        | 6–0, 6–3                   |
| 57. | 1998. október 19.    | Singapore Open, Szingapúr                              | Szőnyeg (f) | Todd Woodbridge | Mahes Bhúpati Lijendar Pedzs       | 6–2, 6–3                   |
| 58. | 1999. február 15.    | Sybase Open, San José                                  | Kemény (f)  | Todd Woodbridge | Alekszandar Kitinov Nenad Zimonjić | 7–5, 6–7(3), 6–4           |
| 59. | 1999. február 22.    | Kroger St. Jude International, Memphis                 | Kemény (f)  | Todd Woodbridge | Sébastien Lareau Alex O’Brien      | 6–3, 6–4                   |
| 60. | 2000. január 10.     | AAPT Championships, Adelaide                           | Kemény      | Todd Woodbridge | Lleyton Hewitt Sandon Stolle       | 6–4, 6–2                   |
| 61. | 2000. január 17.     | Adidas International, Sydney                           | Kemény      | Todd Woodbridge | Lleyton Hewitt Sandon Stolle       | 7–5, 6–4                   |
| 62. | 2000. április 3.     | Ericsson Open, Miami                                   | Kemény      | Todd Woodbridge | Martin Damm Dominik Hrbatý         | 6–3, 6–4                   |
| 63. | 2000. május 22.      | Hamburg Masters, Hamburg                               | Salak       | Todd Woodbridge | Wayne Arthurs Sandon Stolle        | 6–7(4), 6–4, 6–3           |
| 64. | 2000. június 12.     | Roland Garros, Párizs                                  | Salak       | Todd Woodbridge | Paul Haarhuis Sandon Stolle        | 7–6(7), 6–4                |
| 65. | 2000. június 19.     | Queen’s Club Championships, London                     | Fű          | Todd Woodbridge | Jonathan Stark Eric Taino          | 6–7(5), 6–3, 7–6(1)        |
| 66. | 2000. július 10.     | Wimbledon, London                                      | Fű          | Todd Woodbridge | Paul Haarhuis Sandon Stolle        | 6–3, 6–4, 6–1              |
| 67. | 2000. augusztus 14.  | Cincinnati Masters, Cincinnati                         | Kemény      | Todd Woodbridge | Ellis Ferreira Rick Leach          | 7–6(6), 6–4                |

#### Elveszített döntői (24)
| Összesítés                                            | Összesítés |
| ----------------------------------------------------- | ---------- |
| Grand Slam-torna                                      | (4)        |
| ATP World Tour Masters 1000 / ATP Masters Series      | (2)        |
| ATP World Tour 500 Series / International Series Gold | (2)        |
| ATP World Tour 250 Series / International Series      | (13)       |
| ATP World Tour Finals / Tennis Masters Cup            | (2)        |
| Olimpiai ezüstérem                                    | (1)        |

|     | Dátum                | Torna                                              | Borítás     | Partner         | Ellenfelek a döntőben              | Eredmény a döntőben           |
| 1.  | 1985. július 28.     | Dutch Open Tennis Amersfoort, Hilversum            | Salak       | Carl Limberger  | Stefan Simonsson Hans Simonsson    | 3–6, 4–6                      |
| 2.  | 1987. január 11.     | Benson and Hedges Open, Auckland                   | Kemény      | Carl Limberger  | Kelly Jones Brad Pearce            | 6–7, 6–7                      |
| 3.  | 1987. július 19.     | Bordeaux Open, Bordeaux                            | Salak       | Darren Cahill   | Sergio Casal Emilio Sánchez        | 3–6, 3–6                      |
| 4.  | 1987. augusztus 30.  | Rye Brook Open, Rye Brook                          | Kemény      | Carl Limberger  | Lloyd Bourne Jeff Klaparda         | 3–6, 3–6                      |
| 5.  | 1988. január 3.      | South Australian Open, Adelaide                    | Kemény      | Carl Limberger  | Darren Cahill Mark Kratzmann       | 6–4, 2–6, 5–7                 |
| 6.  | 1990. szeptember 30. | Queensland Open, Brisbane                          | Kemény      | Brian Garrow    | Jason Stoltenberg Todd Woodbridge  | 6–2, 4–6, 4–6                 |
| 7.  | 1993. november 28.   | Tennis Masters Cup, Johannesburg                   | Kemény (f)  | Todd Woodbridge | Jacco Eltingh Paul Haarhuis        | 6–7(4), 6–7(5), 4–6           |
| 8.  | 1994. június 13.     | Queen’s Club Championships, London                 | Fű          | Todd Woodbridge | Jan Apell Jonas Björkman           | 6–3, 6–7, 4–6                 |
| 9.  | 1994. szeptember 12. | US Open, New York                                  | Kemény      | Todd Woodbridge | Jacco Eltingh Paul Haarhuis        | 3–6, 6–7                      |
| 10. | 1994. november 28.   | Tennis Masters Cup, Jakarta                        | Kemény (f)  | Todd Woodbridge | Jan Apell Jonas Björkman           | 4–6, 6–4, 6–4, 6–7(5), 6–7(6) |
| 11. | 1995. október 23.    | CA-TennisTrophy, Bécs                              | Szőnyeg (f) | Todd Woodbridge | Ellis Ferreira Jan Siemerink       | 4–6, 5–7                      |
| 12. | 1996. február. 26.   | Kroger St. Jude International, Memphis             | Kemény (f)  | Todd Woodbridge | Mark Knowles Daniel Nestor         | 4–6, 5–7                      |
| 13. | 1997. január 6.      | Australian Men’s Hardcourt Championships, Adelaide | Kemény      | Todd Woodbridge | Patrick Rafter Bryan Shelton       | 4–6, 6–1, 3–6                 |
| 14. | 1997. június 9.      | Roland Garros, Párizs                              | Salak       | Todd Woodbridge | Jevgenyij Kafelnyikov Daniel Vacek | 6–7(12), 6–4, 3–6             |
| 15. | 1998. február 2.     | Australian Open, Melbourne                         | Kemény      | Todd Woodbridge | Jonas Björkman Jacco Eltingh       | 2–6, 7–5, 6–2, 4–6, 3–6       |
| 16. | 1998. április 27.    | Monte Carlo, Monaco                                | Salak       | Todd Woodbridge | Jacco Eltingh Paul Haarhuis        | 4–6, 2–6                      |
| 17. | 1998. július 6.      | Wimbledon, London                                  | Fű          | Todd Woodbridge | Jacco Eltingh Paul Haarhuis        | 6–2, 4–6, 6–7(3), 7–5, 8–10   |
| 18. | 1998. október 12.    | Sanghaj                                            | Szőnyeg (f) | Todd Woodbridge | Mahes Bhúpati Lijendar Pedzs       | 4–6, 7–6, 6–7                 |
| 19. | 1999. május 3.       | AT&T Challenge, Atlanta                            | Salak       | Todd Woodbridge | Patrick Galbraith Justin Gimelstob | 7–5, 6–7, 3–6                 |
| 20. | 1999. június 14.     | Queen’s Club Championships, London                 | Fű          | Todd Woodbridge | Sébastien Lareau Alex O’Brien      | 3–6, 6–7(3)                   |
| 21. | 1999. augusztus 16.  | Cincinnati Masters, Cincinnati                     | Kemény      | Todd Woodbridge | Byron Black Jonas Björkman         | 3–6, 6–7(6)                   |
| 22. | 1999. október 11.    | Sanghaj                                            | Kemény      | Todd Woodbridge | Sébastien Lareau Daniel Nestor     | 5–7, 3–6                      |
| 23. | 1999. október 18.    | Singapore Open, Szingapúr                          | Szőnyeg (f) | Todd Woodbridge | Makszim Mirni Eric Taino           | 3–6, 4–6                      |
| 24. | 2000. október 2.     | Nyári Olimpiai Játékok, Sydney                     | Kemény      | Todd Woodbridge | Sébastien Lareau Daniel Nestor     | 7–5, 3–6, 4–6, 6–7(2)         |

## Eredményei Grand Slam-tornákon

### Egyéniben
| Grand Slam | Australian Open | Australian Open      | Roland Garros | Roland Garros       | Wimbledon | Wimbledon            | US Open  | US Open            |
| Év         | Eredmény        | Utolsó ellenfél      | Eredmény      | Utolsó ellenfél     | Eredmény  | Utolsó ellenfél      | Eredmény | Utolsó ellenfél    |
| 1985       | 3. kör          | Jay Lapidus          | –             | –                   | –         | –                    | –        | –                  |
| 1986       | –               | –                    | 1. kör        | Cássio Motta        | 1. kör    | Brad Gilbert         | 1. kör   | Eric Jelen         |
| 1987       | 2. kör          | Gary Muller          | –             | –                   | 2. kör    | Miloslav Mečíř       | 4. kör   | Miloslav Mečíř     |
| 1988       | 3. kör          | Ivan Lendl           | 3. kör        | Pat Cash            | 4. kör    | Ivan Lendl           | 4. kör   | Mats Wilander      |
| 1989       | 3. kör          | Christo Van Rensburg | 3. kör        | Goran Ivanišević    | 1. kör    | Christo Van Rensburg | 2. kör   | Miloslav Mečíř     |
| 1990       | 3. kör          | David Wheaton        | –             | –                   | 4. kör    | Brad Pearce          | –        | –                  |
| 1991       | 4. kör          | Patrick McEnroe      | 1. kör        | Diego Pérez         | 1. kör    | Diego Nargiso        | 1. kör   | Michael Chang      |
| 1992       | 3. kör          | Wayne Ferreira       | 1. kör        | Marcelo Filippini   | 2. kör    | Goran Ivanišević     | 3. kör   | Richard Krajicek   |
| 1993       | 2. kör          | Guy Forget           | 3. kör        | Marc-Kevin Goellner | 2. kör    | Henrik Holm          | 1. kör   | Jakob Hlasek       |
| 1994       | 1. kör          | Andrej Cserkaszov    | 3. kör        | Javier Frana        | 2. kör    | Daniel Vacek         | 1. kör   | Marc Rosset        |
| 1995       | 3. kör          | Jim Courier          | 2. kör        | Richey Reneberg     | 3. kör    | Wayne Ferreira       | 2. kör   | Thomas Muster      |
| 1996       | Elődöntő        | Boris Becker         | 1. kör        | Àlex Corretja       | 1. kör    | Magnus Larsson       | 1. kör   | Mark Philippoussis |
| 1997       | 3. kör          | Pete Sampras         | 4. kör        | Patrick Rafter      | 4. kör    | Michael Stich        | 3. kör   | Andre Agassi       |
| 1998       | 1. kör          | Martin Damm          | 1. kör        | Fernando Vicente    | 3. kör    | Jason Stoltenberg    | 1. kör   | Goran Ivanišević   |
| 1999       | 2. kör          | Patrick Rafter       | 1. kör        | Vincent Spadea      | 2. kör    | Mark Philippoussis   | 2. kör   | Peter Wessels      |
| 2000       | 2. kör          | Franco Squillari     | –             | –                   | 1. kör    | Magnus Norman        | –        | –                  |

### Párosban
| Grand Slam | Australian Open             | Australian Open                    | Roland Garros               | Roland Garros                      | Wimbledon                   | Wimbledon                       | US Open                     | US Open                       |
| Év         | Eredmény Partner            | Utolsó ellenfél                    | Eredmény Partner            | Utolsó ellenfél                    | Eredmény Partner            | Utolsó ellenfél                 | Eredmény Partner            | Utolsó ellenfél               |
| 1984       | 1. kör Carl Limberger       | Eddie Edwards Christo Van Rensburg | –                           | –                                  | –                           | –                               | –                           | –                             |
| 1985       | 1. kör John Alexander       | Mike Bauer Lloyd Bourne            | –                           | –                                  | –                           | –                               | –                           | –                             |
| 1986       | –                           | –                                  | 2. kör Magnus Tideman       | Henri Leconte Sherwood Stewart     | 3. kör Michiel Schapers     | Marty Davis Brad Drewett        | –                           | –                             |
| 1987       | 1. kör Carl Limberger       | Steve Denton David Dowlen          | 2. kör Carl Limberger       | Gary Donnelly Peter Fleming        | Negyeddöntő Carl Limberger  | Stefan Edberg Anders Järryd     | 1. kör Carl Limberger       | Ricardo Acioly Larry Scott    |
| 1988       | 2. kör Carl Limberger       | Jeremy Bates Peter Lundgren        | Elődöntő Wally Masur        | John Fitzgerald Anders Järryd      | Negyeddöntő Wally Masur     | Ken Flach Robert Seguso         | 2. kör Wally Masur          | Darren Cahill Simon Youl      |
| 1989       | Elődöntő John McEnroe       | Darren Cahill Mark Kratzmann       | 3. kör Tomáš Šmíd           | Tomás Carbonell Carlos Costa       | 2. kör Miloslav Mečíř       | Ken Flach Robert Seguso         | Győzelem John McEnroe       | Ken Flach Robert Seguso       |
| 1990       | 2. kör Christo Van Rensburg | Neil Broad Gary Muller             | –                           | –                                  | –                           | –                               | 1. kör John McEnroe         | Guy Forget Jakob Hlasek       |
| 1991       | Elődöntő Todd Woodbridge    | Patrick McEnroe David Wheaton      | 3. kör Todd Woodbridge      | Grant Connell Glenn Michibata      | Negyeddöntő Todd Woodbridge | Wayne Ferreira Piet Norval      | Elődöntő Todd Woodbridge    | John Fitzgerald Anders Järryd |
| 1992       | Győzelem Todd Woodbridge    | Kelly Jones Rick Leach             | 3. kör Todd Woodbridge      | Mark Kratzmann Wally Masur         | Elődöntő Todd Woodbridge    | Jim Grabb Richey Reneberg       | Elődöntő Todd Woodbridge    | Kelly Jones Rick Leach        |
| 1993       | 1. kör Todd Woodbridge      | Gary Muller Javier Sánchez         | Elődöntő Todd Woodbridge    | Marc-Kevin Goellner David Prinosil | Győzelem Todd Woodbridge    | Grant Connell Patrick Galbraith | 3. kör Todd Woodbridge      | David Adams Andrej Olhovszkij |
| 1994       | Negyeddöntő Todd Woodbridge | Jan Apell Jonas Björkman           | Negyeddöntő Todd Woodbridge | Jan Apell Jonas Björkman           | Győzelem Todd Woodbridge    | Grant Connell Patrick Galbraith | Döntő Todd Woodbridge       | Jacco Eltingh Paul Haarhuis   |
| 1995       | 3. kör Todd Woodbridge      | Mark Knowles Daniel Nestor         | 1. kör Todd Woodbridge      | Cristian Brandi Libor Pimek        | Győzelem Todd Woodbridge    | Rick Leach Scott Melville       | Győzelem Todd Woodbridge    | Alex O’Brien Sandon Stolle    |
| 1996       | 1. kör Todd Woodbridge      | Joshua Eagle Andrew Florent        | Elődöntő Todd Woodbridge    | Guy Forget Jakob Hlasek            | Győzelem Todd Woodbridge    | Byron Black Grant Connell       | Győzelem Todd Woodbridge    | Jacco Eltingh Paul Haarhuis   |
| 1997       | Győzelem Todd Woodbridge    | Sébastien Lareau Alex O’Brien      | Döntő Todd Woodbridge       | Jevgenyij Kafelnyikov Daniel Vacek | Győzelem Todd Woodbridge    | Jacco Eltingh Paul Haarhuis     | 1. kör Todd Woodbridge      | Tom Kempers Menno Oosting     |
| 1998       | Döntő Todd Woodbridge       | Jonas Björkman Jacco Eltingh       | 3. kör Todd Woodbridge      | Mark Knowles Daniel Nestor         | Döntő Todd Woodbridge       | Jacco Eltingh Paul Haarhuis     | 3. kör Todd Woodbridge      | Sandon Stolle Cyril Suk       |
| 1999       | Elődöntő Todd Woodbridge    | Jonas Björkman Patrick Rafter      | 1. kör Todd Woodbridge      | Nebojša Đorđević Köves Gábor       | Negyeddöntő Todd Woodbridge | Paul Haarhuis Jared Palmer      | Negyeddöntő Todd Woodbridge | Sébastien Lareau Alex O’Brien |
| 2000       | Elődöntő Todd Woodbridge    | Ellis Ferreira Rick Leach          | Győzelem Todd Woodbridge    | Paul Haarhuis Sandon Stolle        | Győzelem Todd Woodbridge    | Paul Haarhuis Sandon Stolle     | 2. kör Todd Woodbridge      | Lleyton Hewitt Makszim Mirni  |